# 12月4日 (旧暦)
旧暦12月4日（きゅうれきじゅうにがつよっか）は、旧暦12月の4日目である。六曜は先負である。

## できごと
- 寛仁元年（ユリウス暦1017年12月24日） - 藤原道長が太政大臣に就任
- 天文4年 - 松平清康（徳川家康の祖父）、尾張国守山にて誅殺される（守山崩れ）
- 享保7年（グレゴリオ暦1723年1月10日） - 江戸幕府が江戸の小石川薬園内に養生所を開設
- 万延元年（グレゴリオ暦1861年1月14日） - 米総領事ハリスの通訳ヒュースケン、薩摩藩士により襲撃さる。翌日死亡

## 忌日
- 弘道元年（ユリウス暦683年12月27日） - 高宗、唐の3代皇帝（* 628年）
- 元慶4年（ユリウス暦881年1月7日） - 清和天皇、56代天皇（* 850年）
- 万寿4年（ユリウス暦1028年1月3日） - 藤原道長、後一条天皇の摂政（* 966年）
- 万寿4年（ユリウス暦1028年1月3日） - 藤原行成、書家（* 972年）